# Danças do dragão e do leão nos Jogos Asiáticos em Recinto Coberto de 2009
As danças do dragão e do leão nos Jogos Asiáticos em Recinto Coberto de 2009 ocorreram entre 2 e 5 de novembro. Seis eventos foram disputados.

## Calendário
| Outubro/Novembro           | 28 | 29 | 30 | 31 | 1 | 2 | 3 | 4 | 5 | 6 | 7 | 8 | Finais |
| -------------------------- | -- | -- | -- | -- | - | - | - | - | - | - | - | - | ------ |
| Danças do dragão e do leão |    |    |    |    |   | 2 | 2 | 2 |   |   |   |   | 6      |

## Quadro de medalhas
| Ordem | País          | Medalha de ouro | Medalha de prata | Medalha de bronze |    |
| ----- | ------------- | --------------- | ---------------- | ----------------- | -- |
| 1     | Malásia       | 1               | 2                |                   | 3  |
| 2     | Taipé Chinesa | 1               | 1                | 1                 | 3  |
| 2     | Hong Kong     | 1               | 1                | 1                 | 3  |
| 2     | Macau         | 1               | 1                | 1                 | 3  |
| 5     | Vietname      | 1               | 1                |                   | 2  |
| 6     | China         | 1               |                  |                   | 1  |
| 7     | Tailândia     |                 |                  | 2                 | 2  |
| 8     | Indonésia     |                 |                  | 1                 | 1  |
| TOTAL | TOTAL         | 6               | 6                | 6                 | 18 |

## Medalhistas
| Evento                            | Ouro             | Prata            | Bronze           |
| Dragão - dança obrigatória        | HKG Hong Kong    | MAC Macau        | TPE Taipé Chinês |
| Dragão - dança facultativa        | CHN China        | MAS Malásia      | INA Indonésia    |
| Leão nortista - dança obrigatória | VIE Vietnã       | HKG Hong Kong    | MAC Macau        |
| Leão nortista - dança facultativa | TPE Taipé Chinês | MAS Malásia      | THA Tailândia    |
| Leão sulista - dança obrigatória  | MAC Macau        | VIE Vietnã       | HKG Hong Kong    |
| Leão sulista - dança facultativa  | MAS Malásia      | TPE Taipé Chinês | THA Tailândia    |